# În fiecare zi
În fiecare zi este un film românesc din 1987 regizat de Felicia Cernăianu.